# Antonio de la Rúa (político)
Antonio de la Rúa (Choya, 23 de diciembre de 1905-Córdoba, 26 de febrero de 1979) fue un abogado, profesor y político argentino. Perteneciente a la Unión Cívica Radical, se desempeñó en diversos cargos en la provincia de Córdoba, como también llegó a ocupar el cargo de interventor federal de la provincia de Jujuy designado por el presidente Arturo Umberto Illia, desempeñándose entre 1964 y 1965.Era el padre del Expresidente argentino Fernando De La Rúa .

## Biografía

### Primeros años y estudios
Nació en Villa Unzaga, Choya, en la provincia de Santiago del Estero, aunque su familia se trasladó al poco tiempo a la ciudad de Córdoba. En aquella realizaría sus estudios secundarios, en el Colegio Nacional de Monserrat, y posteriormente ingresó a la Universidad Nacional de Córdoba, de donde se graduó como abogado en 1930 y más tarde se desempeñaría como docente de la asignatura «Derechos reales». Durante su época como estudiante comenzó su militancia política en Franja Morada, desempeñándose en paralelo a sus estudios como Secretario de Gobierno de la municipalidad de Córdoba.

### Carrera
Su militancia en la Unión Cívica Radical lo llevó a ser electo diputado provincial en 1936, desempeñándose hasta 1939, año en que es designado como ministro de Gobierno de la provincia de Córdoba bajo la gestión de Amadeo Sabattini. Durante su época en la legislatura provincial fue parte de diversos debates, como del Código de Procedimiento Penal de la provincia.
En 1941 accedió al poder judicial al ser nombrado vocal de la Cámara del Crimen, y en 1959 fue nombrado presidente del Superior Tribunal de Justicia de Córdoba, cargo que abandonó en 1960, en desacuerdo con la creciente influencia de las cúpulas militares argentinas que llevaron a la intervención de la provincia y destitución del gobernador Arturo Zanichelli.
Fue nombrado el 14 de agosto de 1964 como interventor federal en la provincia de Jujuy, por el presidente Arturo Illia, y tomó posesión del cargo el 21 de agosto de aquel año. Su designación se dio en medio de diversas intervenciones provinciales a nivel nacional, que habían generado una crisis política, provocado que el gobernador democráticamente electo Horacio Guzmán no pudiese asumir el cargo. Renunció al mismo el 4 de junio de 1965, con la intención de dedicarse a la docencia y al ejercicio del derecho.

### Vida personal y familia
Hijo de un inmigrante gallego, se casó con Eleonora Bruno. Sus hijos fueron Fernando, quien alcanzó la presidencia de Argentina entre 1999 y 2001, y Jorge, también político, ministro de justicia del primero.